# Georges Hugon
Pour les articles homonymes, voir Hugon.
Georges Hugon est un compositeur français, né le 23 juillet 1904 à Paris et mort le 19 juin 1980 à Blauvac (Vaucluse).

## Biographie
Il étudie au Conservatoire de Paris et est l'élève de Paul Dukas, Jean Gallon et Georges Caussade. Il obtient un premier Prix de piano et d'harmonie en 1921, et un premier prix de composition en 1930. Cette même année, il reçoit le Prix de la Fondation Blumenthal pour la pensée et l'art français. Entre 1934 et 1940, il dirige l'École de Musique de Boulogne sur Mer. Puis il est professeur de solfège au Conservatoire de Paris, avant d'y être nommé professeur d'harmonie en 1948.Parmi ses élèves les plus connus figure le compositeur Philippe Hersant.
Georges Hugon a une fille, Élisabeth Hugon (1934-2004), connue sous le nom d'artiste de Sophie Daumier, et un fils, Louis Hugon.
Sa musique a suivi la même courbe d'évolution esthétique que ses contemporains Henry Barraud et Henri Dutilleux à qui elle peut être comparée pour la qualité d'écriture et l'imagination. À partir de 1950 elle incorpore progressivement des éléments de langage de l'école de Vienne tout en conservant la sensibilité harmonique qui fait la marque de l'école française depuis Debussy.

## Prix et Distinctions
- Prix Blumenthal en 1930
- Grand Prix du Conseil Général de la Seine en 1967

## Œuvres
- Eaux-fortes, 4 pièces pour piano (1963)
- Nocturne pour violon et piano (1929)
- Quatuor à cordes (1931)
- Eglogues de Virgile pour flûte, clarinette, cor et harpe (1932)
- La Reine de Saba, pour orchestre (1933)
- Symphonie no 1 (1941)
- Chants de deuil et d'espérance, oratorio pour récitant, soli, chœur et orchestre (1945)
- Symphonie no 2 La Genèse d'Or (1949)
- 5 chœurs a cappella, pour voix de femmes (1953)
- Sonate-Impromptu pour violon et piano (1960)
- Introduction et allegro, pour trombone et piano (1961), morceau du concours du conservatoire de Paris
- Concerto pour piano (1962)
- De lumière et d'ombres (2 versions) pour orchestre à cordes; pour grand orchestre (1965)
- Préludes à 4, Fantaisie pour harpe (1970)
- Adagio pour hautbois et piano (1975)
- Symphonie no 3 Prométhée (inachevée)